# Зубаревич, Наталья Васильевна
Ната́лья Васи́льевна Зубаре́вич (род. 7 июня 1954, Карабаново, Владимирская область, РСФСР) — российский экономико-географ, специалист в области социально-экономического развития регионов, социальной и политической географии. Доктор географических наук, профессор.
Профессор кафедры экономической и социальной географии России географического факультета МГУ имени М. В. Ломоносова (с 2005). Директор региональной программы автономной некоммерческой организации «Независимый институт социальной политики». Эксперт Программы развития ООН и Московского представительства Международной организации труда.

## Биография
Родилась 7 июня 1954 года в городе Карабаново Владимирской области. Отец — нефтяной инженер. Детство провела в посёлке Ярега при шахте подземной добычи нефти в Республике Коми, затем семья переехала в Ухту, затем в Сыктывкар.
В 1976 году окончила кафедру экономической географии СССР географического факультета Московского государственного университета.
С 1977 года и по настоящее время работает на кафедре экономической и социальной географии России географического факультета МГУ.
В 1990 году защитила диссертацию на соискание учёной степени кандидата географических наук на тему  «Социально-географическое исследование жилищной ситуации в сельской местности РСФСР».
В 2003 году защитила диссертацию на соискание учёной степени доктора географических наук на тему «Социальное развитие регионов России в переходный период».
В 1998—2004 годах — доцент, с 2005 года — профессор кафедры экономической и социальной географии России географического факультета МГУ, где читает курсы лекций «География непроизводственной сферы», «Современные проблемы регионального развития», «Новые направления социальной географии».
С 2003 года совмещает преподавательскую деятельность с работой директора региональной программы Независимого института социальной политики. Программа «Социальный атлас российских регионов» помогает исследователям, инвесторам, политикам, преподавателям и студентам. С её помощью можно увидеть остроту существующих в регионах проблем, оценить человеческий капитал и социальную инфраструктуру, познакомиться с современными тенденциями регионального развития.
С 2017 года — главный научный сотрудник Института социальной политики Высшей школы экономики.

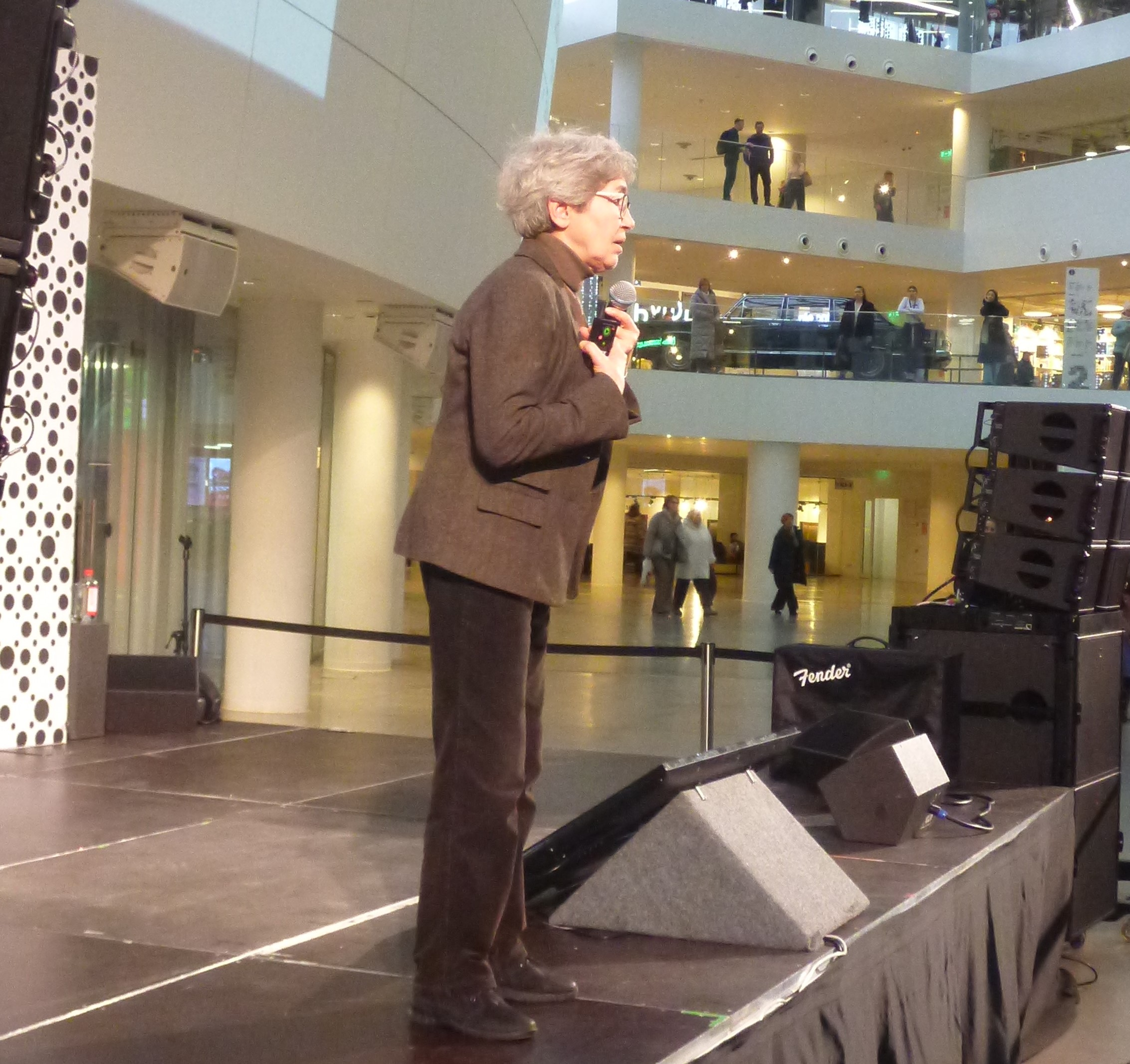
Наталья Зубаревич в Ельцин-центре, 2024 год.

С 2010 года — действительный член Ассоциации российских географов-обществоведов (АРГО), член экспертного совета АРГО.
Постоянно участвует в качестве руководителя и ответственного исполнителя в программах Министерства экономического развития и торговли РФ, Министерства труда и социальной защиты, а также в международных проектах и программах, в том числе в проектах Программы развития ООН (Ежегодные доклады о развитии человеческого потенциала в РФ), Московского бюро Международной организации труда («Стратегия сокращения бедности в России», «Стратегия гендерного развития России»), Программы ТАСИС («Реформирование системы социальной защиты в РФ» и «Мониторинг региональных реформ в РФ»), Фонда социальных проектов Всемирного банка («Разработка методики формирования модели развития социальной инфраструктуры региона») и других.
По приглашению международных организаций Зубаревич также читает лекции в университетах и органах государственной власти Казахстана, Кыргызстана, Азербайджана, Украины, Нидерландов, ФРГ.
В 2018 году вошла в состав экспертного жюри Премии Русского географического общества.
Под научным руководством Н. В. Зубаревич защищено 10 кандидатских диссертаций.
В сентябре 2020 года подписала письмо в поддержку протестных акций в Белоруссии.

## «Теория четырёх Россий»
Н. В. Зубаревич — автор так называемой «теории четырёх Россий», развитой ею из существующей в экономической географии с 1970-х годов центро-периферийной модели развития пространства (центр и периферия). Россия в социально-экономическом отношении объясняется внутренне неоднородной, разделённой на относительно развитые города и отсталую провинцию.
- Первая — объединяет Москву, Санкт-Петербург и другие города-миллионники, за исключением Омска, Перми, Челябинска, Воронежа, Волгограда и Уфы. В них население представляет собой преимущественно постиндустриальное общество, концентрируется средний класс России. В эти города направлена основная внутренняя миграция: миллионники стягивают население своих регионов, Москва — всей страны. В эту категорию могут быть отнесены города с населением свыше 500 тысяч либо свыше 250 тысяч жителей (что составляет около 36 % населения страны). Эти люди имеют доступ к рабочим местам, рынкам, культуре и интернету.
- Вторая — объединяет Омск, Пермь, Челябинск, Волгоград, Воронеж, Уфу, прочие индустриальные города, моногорода с населением от 20 до 250 тысяч жителей (а также более крупные промышленные города — Тольятти, Череповец и другие). Население этих городов, составляющее 25 % населения страны, занято в основном в промышленности, малообразованно и продолжает вести, по мнению автора, «советский образ жизни». Платёжеспособность населения низкая[10].
- Третья — объединяет российскую глубинку — малые города и деревни, где проживает 38 % всего населения страны. В этих населённых пунктах идёт сокращение и старение населения.
- Четвёртая — объединяет республики Северного Кавказа и юга Сибири (Тыва, Алтай), на которые приходится менее 6 % населения страны. Экономика этих регионов зависит от поддержки федерального центра[11].

## Публикации
Является автором, соавтором и научным редактором ряда монографий, в том числе:
- Зубаревич Н. В. Эволюция взаимоотношений центра и регионов России: От конфликтов к поиску согласия / Под ред. Д. Азраэла, Э. Паина, Н. Зубаревич. — М.: Комплекс-Прогресс, 1997.
- Алексеев А. И., Зубаревич Н. В., Кузнецов О. В. Региональные различия и человеческое развитие: доклад о развитии человеческого потенциала в РФ. Год 1998. Программа развития ООН. — М.: Права человека, 1998.
- Зубаревич Н. В. Динамика промышленного производства на карте России // Рынок ценных бумаг. — 1999. — № 5.
- Алексеев А. И., Зубаревич Н. В. Кризис урбанизации и сельская местность России // Миграция и урбанизация в СНГ и Балтии в 1990-е гг. / Под ред. Ж. А. Зайончковской. — М.: Адамантъ, 1999.
- Регион как субъект политики и общественных отношений / Под ред. Н. B. Зубаревич. — М.: Московский общественный научный фонд, 2000. — 224 с.
- Зубаревич Н. В. Социальное развитие регионов России: Проблемы и тенденции переходного периода. — М.: Эдиториал УРСС, 2003. (переиздания: 2005, 2007).
- Россия регионов: В каком социальном пространстве мы живём? / Под ред. Н. B. Зубаревич. — М.: Поматур, 2005. — 280 с.
- Зубаревич Н. В. Крупный бизнес в регионах России: Территориальные стратегии развития и социальные интересы. — М.: Независимый институт социальной политики, 2005[12].
- Зубаревич Н. В. Регионы России: Неравенство, кризис, модернизация. — М.: Независимый институт социальной политики, 2010. — 160 с. — ISBN 978-5-903599-10-3.

## Награды и премии
- Международная Леонтьевская медаль (2009). Награждена за достижения в региональном экономическом анализе и обосновании региональных экономических реформ в России[13].
- Медаль Ассоциации независимых центров экономического анализа «За заслуги в экономическом анализе» (2014)
- Премия имени Н. Н. Баранского (2015). Награждена в составе коллектива учебника «Россия: Социально-экономическая география».
- Премия имени Егора Гайдара (2016)[14]. Награждена в номинации «За выдающийся вклад в области экономики».

## Личная жизнь
Замужем, есть дочь, двое внуков.

### Интервью
- Наталья Зубаревич: Тенденции развития российских регионов // Совет Федерации. — 2019. — 13 декабря.
- Наталья Зубаревич: «Прогресс нельзя убить» // Ельцин Центр. — 2020. — 14 февраля.
- Наталья Зубаревич и Лев Шлосберг: «Столицы российских регионов: настоящее и будущее» / Люди мира // ГражданинЪ TV. 1 сентября 2022.
- Наталья Зубаревич: «Легли на дно и полёживаем» // «Скажи Гордеевой». — 2022. — 28 ноября.
- Наталья Зубаревич и Лев Шлосберг: «Четыре России» и будущее регионов / Люди мира // ГражданинЪ TV. 6 декабря 2023